# Хуан Хосе Австрийский
Хуа́н Хосе́ Австрийский, известен также как Дон Хуан Австрийский Младший или Иоанн Иосиф Австрийский (исп. Don Juan José de Austria; 7 апреля 1629, Мадрид — 17 сентября 1679, Мадрид) — испанский полководец и политический деятель, незаконнорожденный сын короля Филиппа IV и актрисы Марии Кальдерон.

## Ранние годы
Отцовство дона Хуана долгое время находилось под сомнением из-за многочисленных любовных связей его матери. Он воспитывался в Леоне в семье женщины скромного происхождения, по достижении подросткового возраста был перевезён в Оканью, где получил хорошее воспитание, проявив способности к военному делу. В 13 лет был официально признан королевским бастардом, получил титулование дона Хуана Австрийского и назначение на должность верховного приора Мальтийского ордена в Кастилии и Леоне (в нарушение устава).
В 1647 году король даровал дону Хуану титул «князь моря» (Príncipe de la Mar) и поручил ему возглавить испанский военно-морской флот. Первым его военным предприятием стало успешное подавление восстания Мазаньелло в Неаполитанском королевстве. До 1651 года дон Хуан был вице-королём Сицилии, затем был отправлен бороться с восставшими каталонцами. Его войска начали осаду Барселоны, длившуюся пятнадцать месяцев, и 11 октября 1652 года дон Хуан принял капитуляцию города (при условии амнистии участвовавших в мятеже и неприкосновенности городских вольностей). Милосердие к побеждённым, привлекательная внешность и личные качества расположили к нему местное население. 28 января 1653 года он был назначен вице-королём Каталонии и пребывал в этой должности чуть более трёх лет. За это время ему удалось добиться лояльности каталонцев к испанской короне и одержать несколько важных побед над французскими войсками.

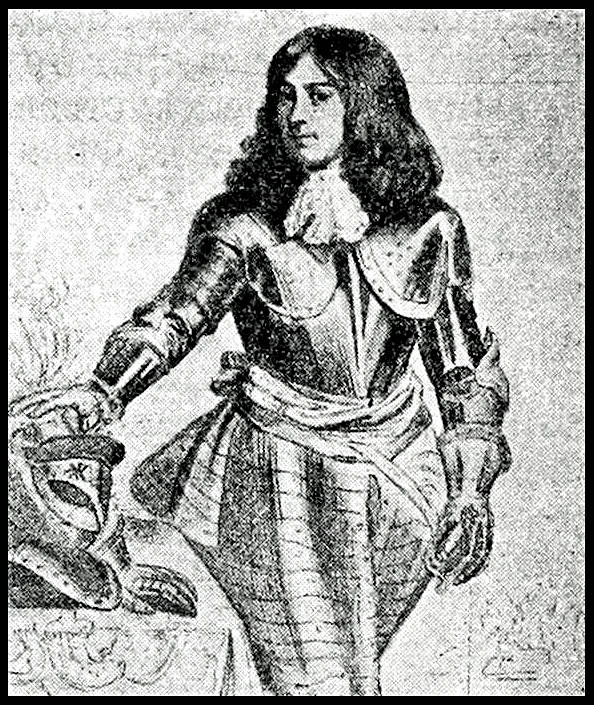
Хуан Австрийский
(рис. из «Военной энциклопедии»)

## В Нидерландах
В 1656 году был назначен правителем Испанских Нидерландов. Вначале он добился временных военных успехов, но при Дюнкирхене в 1657 году его войска были разбиты французами.

## В Португалии и Испании
Отозванный в 1658 году из Нидерландов, дон Хуан в 1660 году стал командующим испанских войск в Португалии, где одержал несколько побед. Однако поражение в 1663 году в сражении при Эштремоше привело к его отставке. Его растущая популярность вызвала недовольство регентши Марии Анны Австрийской. Дон Хуан был сослан в Консуэгру, где оставался во время регентства Марии Анны.
В 1669 году он возглавил военное восстание, которое вынудило королеву-регентшу Марию Анну удалить от двора её фаворита и исповедника отца Нейдгарта. В начале 1677 года в результате успешного дворцового переворота, во главе которого номинально стоял шестнадцатилетний король Испании Карл II, новый фаворит королевы Фернандо де Валенсуэла был выслан, а королева-мать ушла в монастырь. Власть оказалась в руках дона Хуана. Несмотря на свою популярность, он скоро потерял поддержку населения, поскольку проводил профранцузскую политику, заключив в 1678 году Нимвегенский мир с Францией, который привел к потере части Испанских Нидерландов и дальнейшему снижению международного авторитета Испании. Незадолго до своей смерти дон Хуан устроил брак Карла II с племянницей французского короля Марией Луизой Орлеанской, который стал в дальнейшем поводом для претензий Франции в войне за Испанское наследство.